# Ariccia
Ariccia (Aussprache: arit͡ʃa), historisch Aricia, ist eine italienische Gemeinde, die zur Metropolitanstadt Rom in der italienischen Region Latium gehört, mit 17.971 Einwohnern (Stand 31. Dezember 2023).

## Geographie

Lage von Ariccia in der Provinz Rom

Ariccia liegt 26 km südöstlich von Rom und 13 km westlich von Velletri. Die Gemeinde liegt in den vulkanisch entstandenen Albaner Bergen an der Via Appia und gehört zu den Gemeinden der Castelli Romani. Die Altstadt liegt oberhalb des Kraters Vallericcia auf einem Bergvorsprung, der durch zwei tief eingeschnittene Täler abgegrenzt ist. Die Via Appia überquert diese Einschnitte mit zwei großen, das Stadtbild prägenden, Brücken. Das Gemeindegebiet erstreckt sich über eine Höhe von 125 m s.l.m. bis 650 m s.l.m.
Der nördliche Vorortbereich nimmt den Höhenrücken zwischen dem Albaner See und dem Nemisee ein. Im Tal, dem ehemaligen Krater mit einem seit dem Mittelalter trockengelegten See, liegt der Ortsteil Moletta, jenseits des Kraters die Ortsteile Cecchina und Fontana di Papa, in denen heute die meisten Einwohner der Gemeinde leben.
Die Gemeinde liegt in der Erdbebenzone 2 (mittel gefährdet).
Die Nachbargemeinden sind im Uhrzeigersinn Albano Laziale, Rocca di Papa, Nemi, Genzano di Roma, Lanuvio, Aprilia (LT) und Ardea.

### Verkehr
- Ariccia liegt 17 km von der Auffahrt Monteporzio Catone auf den Autobahnzubringer zur Autobahn A1 Autostrada del Sole entfernt.
- Die wichtigste Fernstraße ist die SS 7 Via Appia, die den Ort durchquert.
- Die südlichen Ortsteile werden von der, von der Via Appia abzweigenden Via Nettunense (Staatsstraße SS 207), die nach Anzio führt, erschlossen.
- Der Bahnhof Cancelliera an der Regionalbahnstrecke FR4 Rom-Velletri liegt 6 km westlich des Ortszentrums.
- Der nächste internationale Flughafen Rom-Fiumicino befindet sich in 43 km Entfernung.

## Geschichte

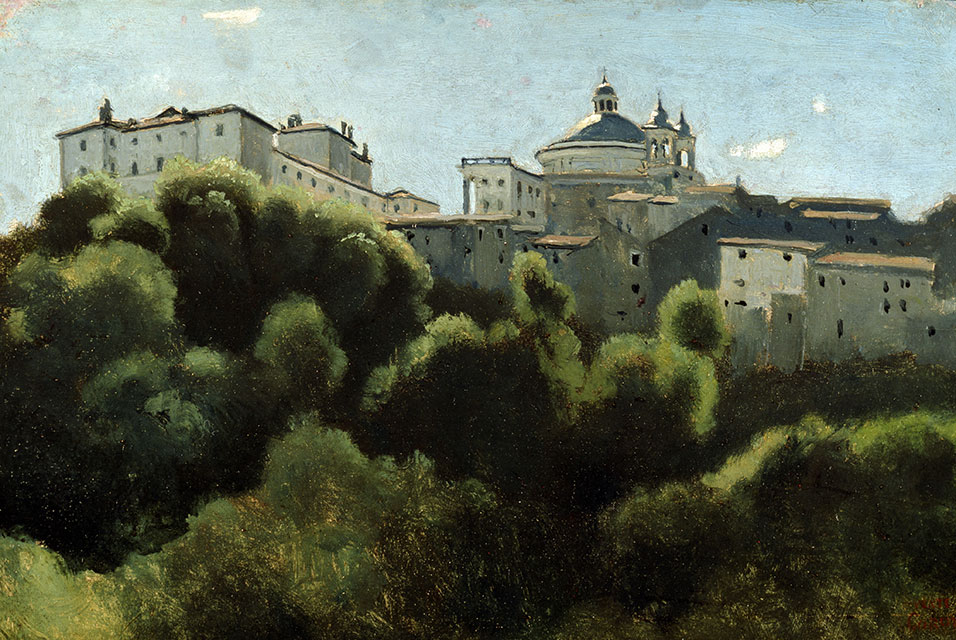
Blick auf Ariccia (von Corot 1826)

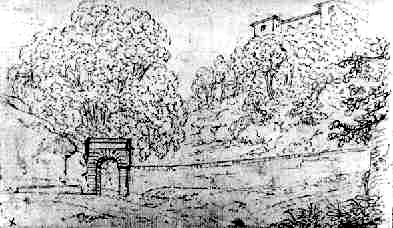
Eingang zur Villa Chigi (von Goethe auf seiner Italienischen Reise 1787 gezeichnet)

Laut Cassius Hemina wurde Ariccia, das antike Aricia von einem Anführer der Siculer namens Archilochus gegründet.
Der Kern des antiken Aricia bzw. dessen Akropolis lag 400 m über dem Meeresspiegel über dem elliptischen vulkanisch entstandenen Vallericcia-Tal am Ort der heutigen Altstadt. Überreste der Befestigungsanlage sind erhalten.
Die antike Unterstadt lag am Abhang der Akropolis, unterhalb der heutigen Altstadt. Die antike Via Appia verlief südlich der modernen Straße durch das Tal aus Richtung des heutigen Albano kommend und stieg vor dem heutigen Genzano wieder zum Kraterrand auf. Ihr Verlauf ist in etwa die heutige Via Appia Antica. Ariccia war die erste Station (Mansio) auf der Via Appia. Teile der Stadtmauer der Unterstadt, eines Tempels und mehrerer Häuser sind erhalten.
Aricia war eine der ältesten Städte Latiums und ein ernster Konkurrent und Gegner Roms während dessen Königszeit und der frühen Römischen Republik. Sie war ein Zentrum des Kultes der Diana mit dem Heiligtum der Diana, das zu Aricia gehörte.
Im Krieg des Lucius Tarquinius Superbus, des letzten Königs von Rom, gegen seinen ehemaligen Bundesgenossen Lars Porsenna erlitt dessen Heer unter Porsennas Sohn, Aruns Porsenna, vor Aricia durch die Latiner und Griechen unter dem Tyrannen Aristodemos von Kyme eine schwere Niederlage (504/503 v. Chr.).
Im Zweiten Latinerkrieg 338 v. Chr. eroberte Gaius Maenius die Stadt für Rom, woraufhin Aricia römische civitas sine suffragio (Stadt ohne Stimmrecht) wurde. Bald darauf erhielt Aricia jedoch volle Bürgerrechte. Selbst während des Römischen Reiches besaß Aricia einen höchsten Magistratsbeamten im Stil eines Diktators. Aricias Rat war, wie in Rom, der Senat und Aricia bewahrte seine eigenen Feiertage.
In der Völkerwanderungszeit wurde Ariccia geplündert und war wohl fast verlassen. Erst im Mittelalter entstand der Ort neu. 1473 kam er in den Besitz der Savelli. Im 17. Jahrhundert wurde der Ort im Auftrag der Familie Chigi von Gian Lorenzo Bernini und Carlo Fontana ausgebaut.

## Bevölkerungsentwicklung
| Jahr      | 1871  | 1881  | 1901  | 1921  | 1936  | 1951  | 1971   | 1991   | 2001   | 2011   |
| Einwohner | 2.115 | 2.358 | 3.530 | 4.555 | 5.596 | 7.122 | 10.787 | 16.953 | 17.865 | 18.650 |

Quelle: ISTAT

## Politik
Roberto Di Felice (Lista Civica: Ariccia Nel Cuore, und andere) wurde am 8. Juni 2016 nach der letzten Kommunalwahl zum Bürgermeister bestimmt.

### Partnerstädte
- Lichtenfels (Oberfranken)
- Cournon-d’Auvergne
- Prestwick, Schottland
- Santa Margherita di Belice, Sizilien

Ariccia unterhält darüber hinaus eine Patenschaft für die Westsahara.

### Wappen
Auf braunem Feld vor blauem Himmel ist die Nymphe Egeria mit einem Zepter in der linken und einem Strauß mit drei Blumen in der rechten Hand dargestellt.

## Religion
Die Einwohner von Ariccia gehören mehrheitlich der römisch-katholischen Glaubensgemeinschaft an. Die Gemeinde gehört zum Bistum Albano und hat drei Pfarrgemeinden.

## Sehenswürdigkeiten

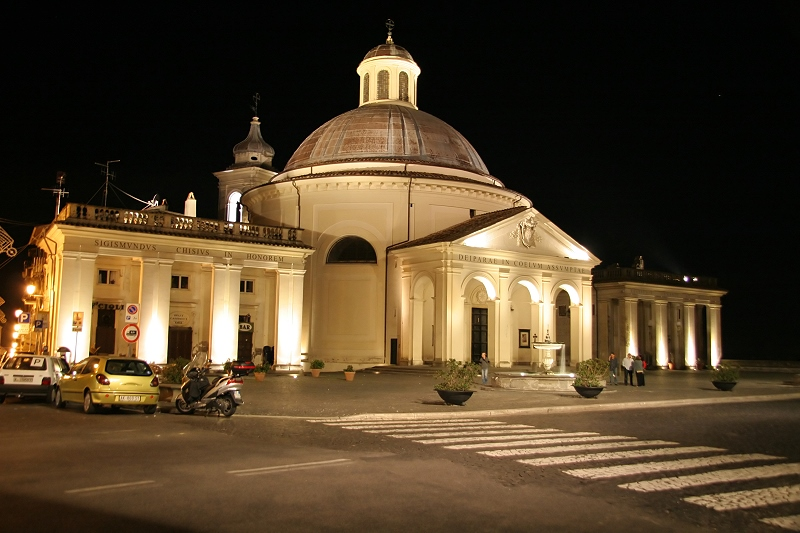
Kirche Santa Maria Assunta
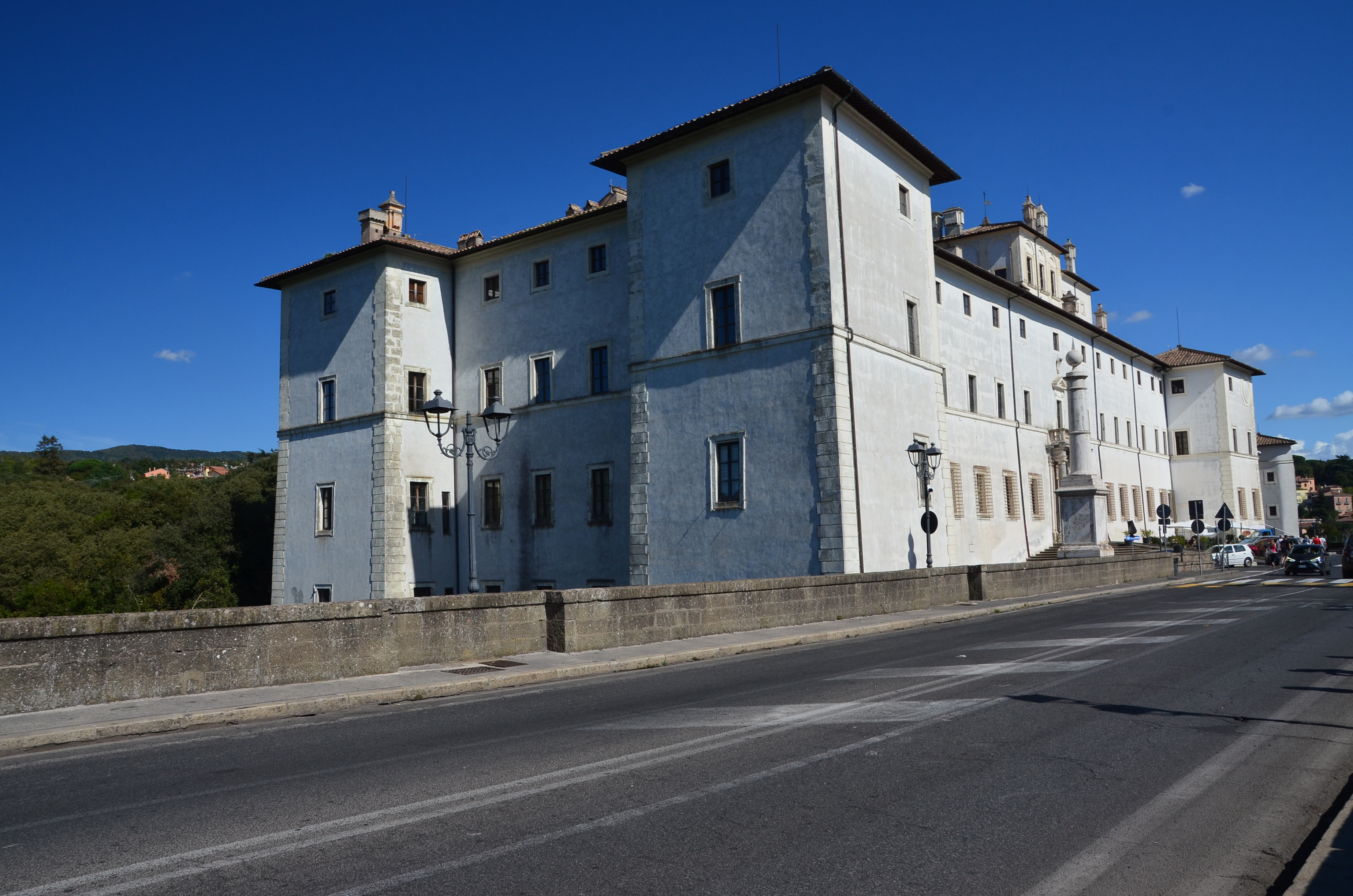
Palazzo Chigi
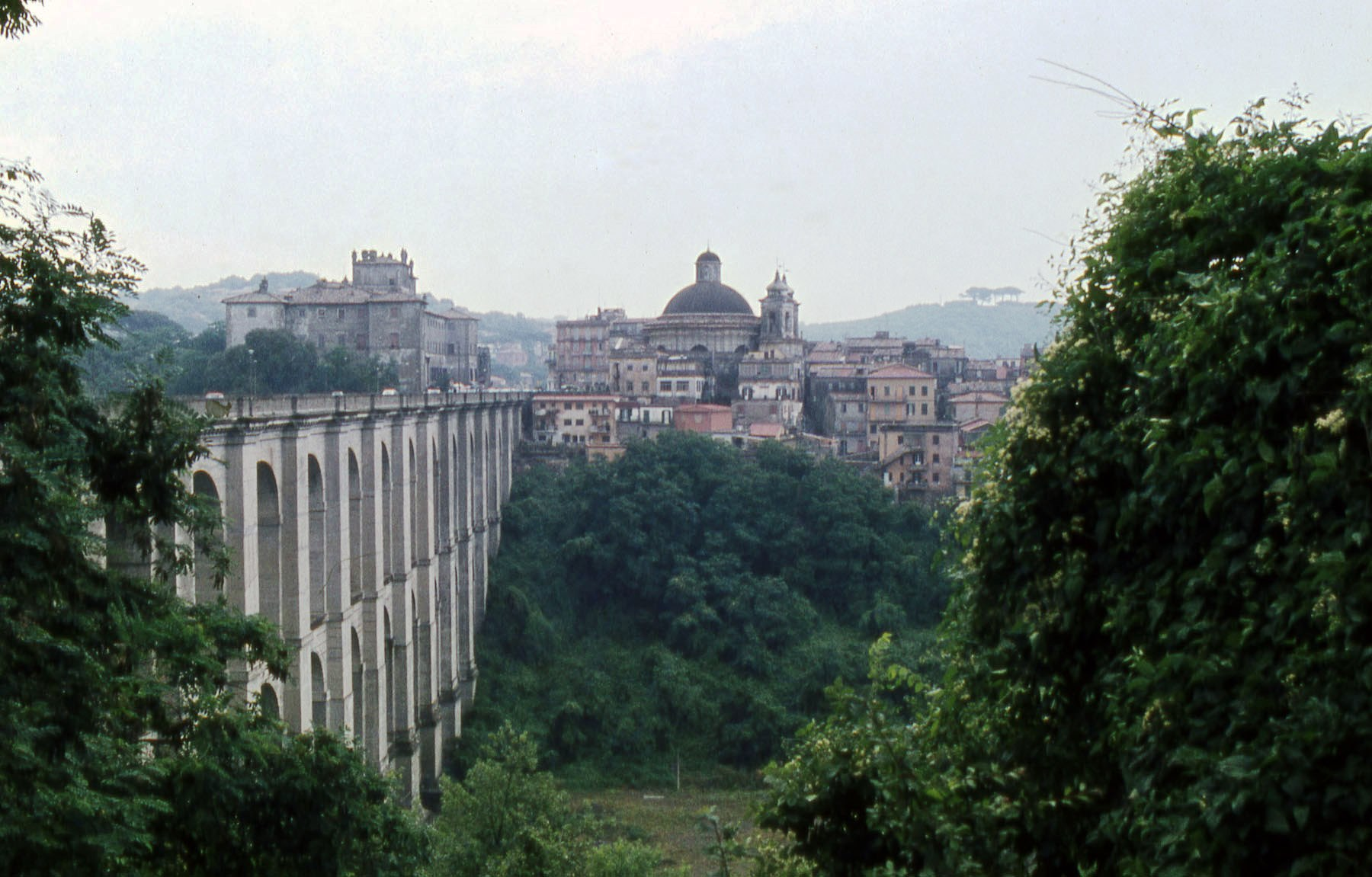
Blick über die Brücke auf Ariccia

Im Zentrum von Ariccia steht die Kirche der Santa Maria Assunta, die 1664 von Bernini erbaut wurde und der Palast der Chigi, ebenfalls von Bernini, mit Park. 1988 erwarb die Stadt den Palast von der Familie Chigi und eröffnete dort 2007 ein Museum des römischen Barock, mit Kunstwerken aus mehreren Privatsammlungen; ferner enthält er eine Bibliothek zum römischen Barock. 
Ein 312 m langer Viadukt im Zuge der Via Appia, erbaut 1847 bis 1854 durch Giuseppe Bertolini, führt von hier zum Nachbarort Albano Laziale.

### Optische Täuschung
In der Via dell’Uccelliera, Richtung Rocca di Papa, kommt es zu einem Phänomen von optischer Täuschung. Es entsteht der Eindruck man bewege sich aufwärts, während der Weg tatsächlich abwärts führt.
Ähnliche Erscheinungen sind auf der Straße A719 des schottischen Berges Electric Brae und am Rande von Karpacz Górny (Brückenberg) in Polen zu sehen.

## Kulinarische Spezialitäten
Schon das antike Aricia war laut Plinius dem Älteren und Lucius Iunius Moderatus Columella für sein Gemüse und seinen Wein bekannt. Auch heute noch ist das Vallericcia für Gemüse- und Obstanbau von Bedeutung. Bei der Weinproduktion ist die 1959 gegründete Genossenschaftskellerei Fontana di Papa am wichtigsten. Ariccia ist ein wichtiges Ausflugsziel für die Bewohner des Großraums Rom. Dabei werden vor allem die vielen einfachen Gasthäuser der Altstadt besucht, die für die Spezialität Porchetta (Rollbraten vom Spanferkel) bekannt sind.

## Söhne und Töchter der Stadt
- Arrigo Menicocci (1933–1956), Ruderer